# Tamás Somorjai
Tamás Somorjai (* 12. Januar 1980 in Budapest) ist ein ungarischer Fußballspieler auf der Position eines Mittelfeldspielers. Zurzeit spielte er beim VTK Diosgyör.

## Karriere
Somorjai begann seine Karriere bei Ferencváros Budapest, welche er bis 2005 treu blieb. 2004 konnte er das Double in Ungarn gewinnen. Nach einem halben Jahr beim FC Sopron wechselte er zu Rákospalotai EAC, welchen er 2007 wieder Richtung Hauptstadt verließ. Zwei Jahre spielte er bei Vasas Budapest, ehe er im Sommer 2009 zum Zweitligaaufsteiger in Österreich TSV Hartberg wechselte. Dort musste er in der Winterpause der Saison 2009/10 den Verein nach nur zwei absolvierten Ligapartien wieder verlassen und kehrte in seine Heimat Ungarn zurück.

## Einzelnachweise

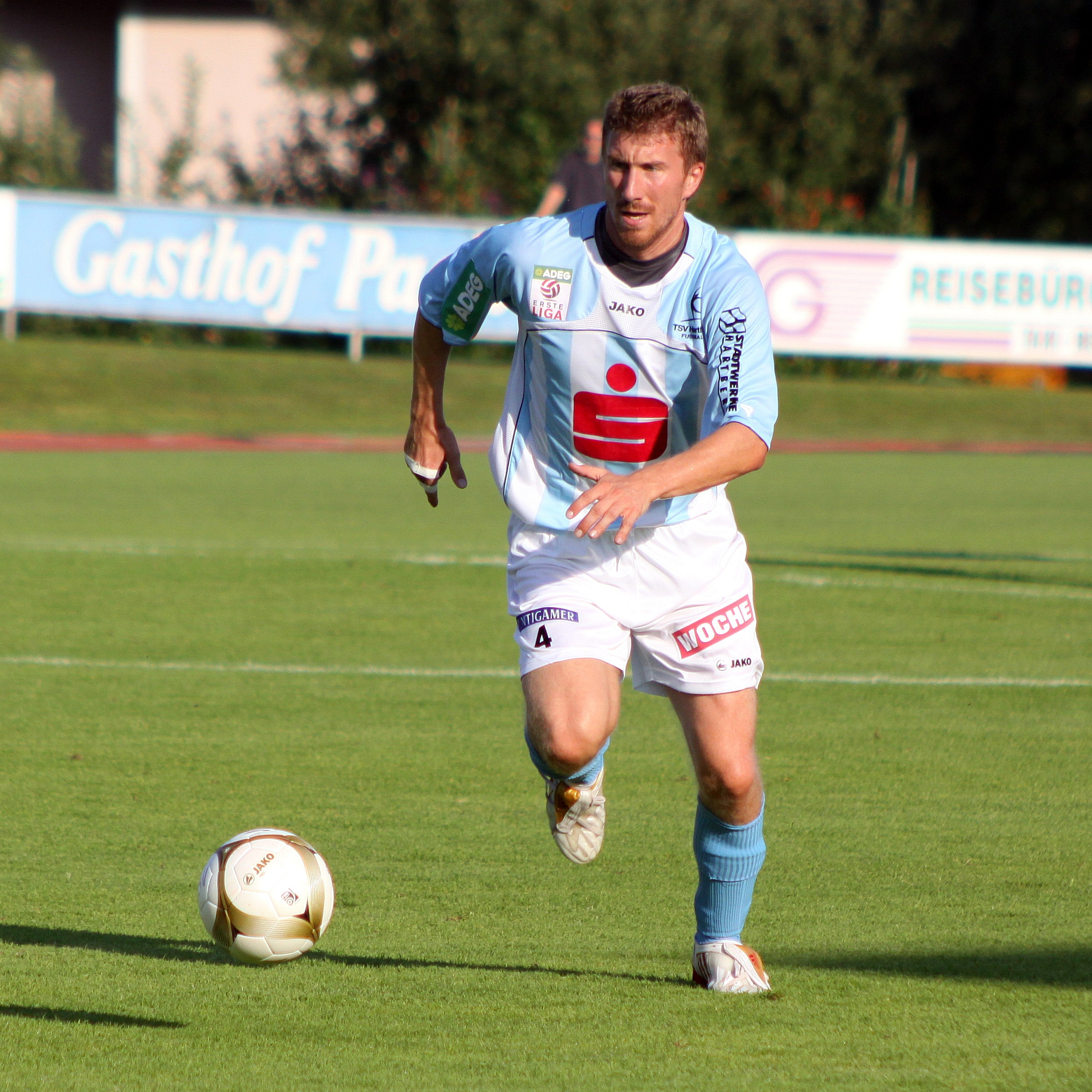
Tamás Somorjai in Diensten des TSV Hartberg

## Erfolge
- ungarischer Meister 2004
- ungarischer Pokalsieger 2004